# Fernando Romboli
Fernando Romboli (Guarujá, 4 gennaio 1989) è un tennista brasiliano con cittadinanza italiana.

## Carriera
Specialista del doppio, ha vinto due tornei del circuito maggiore al Croatia Open Umag 2021 e agli U.S. Men's Clay Court Championships 2025, ha raggiunto la semifinale al Masters 1000 dell'Indian Wells Open 2025 e si è spinto fino al terzo turno all'Open di Francia 2025. Il suo miglior ranking ATP è stato il 44º posto raggiunto nell'agosto 2025.
Ha giocato in prevalenza nei circuiti minori e ha conquistato diversi titoli in doppio e uno in singolare nell'ATP Challenger Tour. Tra gli juniores è stato il nº 3 del mondo nel marzo 2007. Dal 2019 gioca quasi esclusivamente in doppio.
Romboli viene trovato positivo nel 2012 a un controllo antidoping: la squalifica di 8 mesi inflittagli dall'ITF viene resa nota solo dopo che ha finito di scontarla nel maggio 2013.

## Statistiche
Aggiornate al 18 agosto 2025.

### Doppio

#### Vittorie (2)
| Legenda doppio       |
| Grande Slam (0)      |
| ATP Finals (0)       |
| ATP Masters 1000 (0) |
| ATP Tour 500 (0)     |
| ATP Tour 250 (2)     |

| N. | Data           | Torneo                                       | Superficie  | Compagno             | Avversario in finale                     | Punteggio |
| 1. | 24 luglio 2021 | Croatia Open Umag, Umago                     | Terra rossa | David Vega Hernández | Tomislav Brkić Nikola Ćaćić              | 6-3, 7-5  |
| 2. | 5 aprile 2025  | U.S. Men's Clay Court Championships, Houston | Terra       | John-Patrick Smith   | Federico Agustín Gómez Santiago González | 6-1, 6-4  |

#### Sconfitte in finale (1)
| Legenda doppio       |
| Grande Slam (0)      |
| ATP Finals (0)       |
| ATP Masters 1000 (0) |
| ATP Tour 500 (1)     |
| ATP Tour 250 (0)     |

| N. | Data           | Torneo       | Superficie  | Compagno       | Avversario in finale            | Punteggio |
| 1. | 24 maggio 2025 | Hamburg Open | Terra rossa | Andrés Molteni | Andrea Vavassori Simone Bolelli | 4-6, 0-6  |

### Tornei Challenger

#### Singolare

##### Vittorie (1)
| N. | Data           | Torneo            | Superficie  | Avversario in finale | Punteggio     |
| 1. | 10 maggio 2015 | Open Cali I, Cali | Terra rossa | Giovanni Lapentti    | 4-6, 6-3, 6-2 |

##### Finali perse (1)
| N. | Data            | Torneo                          | Superficie  | Avversario in finale | Punteggio     |
| 1. | 30 gennaio 2011 | Open Floridablanca, Bucaramanga | Terra rossa | Éric Prodon          | 3-6, 6-4, 1-6 |

#### Doppio

##### Vittorie (21)
| N.  | Data             | Torneo                                               | Superficie  | Compagno                  | Avversari in finale                  | Punteggio            |
| 1.  | 9 aprile 2011    | Pernambuco Brasil Open Series, Recife                | Cemento     | Giovanni Lapentti         | André Ghem Rodrigo Guidolin          | 6-2, 6-1             |
| 2.  | 7 gennaio 2012   | Aberto de São Paulo, San Paolo del Brasile           | Cemento     | Júlio Silva               | Jozef Kovalík José Pereira           | 7-5, 6-2             |
| 3.  | 3 agosto 2013    | São Paulo Challenger de Tênis, San Paolo del Brasile | Terra rossa | Eduardo Schwank           | Marcelo Arévalo Nicolás Barrientos   | 6(6)-7, 6-4, [10-8]  |
| 4.  | 16 novembre 2013 | Lima Challenger, Lima                                | Terra rossa | Andrés Molteni            | Marcelo Demoliner Sergio Galdós      | 6-4, 6-4             |
| 5.  | 1º marzo 2014    | Challenger Salinas, Salinas                          | Terra rossa | Roberto Maytín            | Hugo Dellien Eduardo Schwank         | 6-3, 6-4             |
| 6.  | 3 ottobre 2015   | Open Pereira, Pereira                                | Terra rossa | Andrés Molteni            | Marcelo Arévalo Juan Sebastián Gómez | 6-4, 7-6(12)         |
| 7.  | 11 novembre 2017 | Uruguay Open, Montevideo                             | Terra rossa | Romain Arneodo            | Ariel Behar Fabiano de Paula         | 2-6, 6-4, [10-8]     |
| 8.  | 23 febbraio 2018 | Morelos Open, Cuernavaca                             | Cemento     | Roberto Maytín            | Evan King Nathan Pasha               | 7-5, 6-3             |
| 9.  | 9 marzo 2019     | Santiago Challenger, Santiago del Cile               | Terra rossa | Franco Agamenone          | Facundo Argüello Martín Cuevas       | 7-6(5), 1-6, [10-6]  |
| 10. | 27 aprile 2019   | Tallahassee Tennis Challenger, Tallahassee           | Terra verde | Roberto Maytín            | Thai-Son Kwiatkowski Noah Rubin      | 6-2, 4-6, [10-7]     |
| 11. | 4 maggio 2019    | Savannah Challenger, Savannah                        | Terra verde | Roberto Maytín            | Manuel Guinard Arthur Rinderknech    | 6(5)-7, 6-4, [11-9]  |
| 12. | 6 luglio 2019    | Ludwigshafen Challenger, Ludwigshafen                | Terra rossa | Nathaniel Lammons         | Pedro Sousa João Domingues           | 7-6(4), 6-1          |
| 13. | 10 agosto 2019   | Internazionali di Manerbio, Manerbio                 | Terra rossa | Fabricio Neis             | Sadio Doumbia Fabien Reboul          | 6-4, 7-6(4)          |
| 14. | 24 aprile 2021   | Challenger Salinas, Salinas                          | Cemento     | Miguel Ángel Reyes Varela | Diego Hidalgo Skander Mansouri       | 7-5, 4-6, [10-2]     |
| 15. | 18 giugno 2022   | Emilia-Romagna Tennis Cup, Parma                     | Terra rossa | Luciano Darderi           | Denys Molčanov Igor Zelenay          | 6-2, 6-3             |
| 16. | 25 giugno 2022   | Milano ATP Challenger, Milano                        | Terra rossa | Luciano Darderi           | Diego Hidalgo Cristian Rodríguez     | 6-4, 2-6, [10-5]     |
| 17. | 15 luglio 2023   | San Benedetto Tennis Cup, San Benedetto del Tronto   | Terra rossa | Marcelo Zormann           | Diego Hidalgo Cristian Rodríguez     | 6-3, 6-4             |
| 18. | 19 agosto 2023   | Internazionali Città di Todi, Todi                   | Terra rossa | Marcelo Zormann           | Román Andrés Burruchaga Orlando Luz  | 6(13)-7, 6-4, [10-5] |
| 19. | 16 marzo 2024    | Santiago Challenger, Santiago del Cile               | Terra rossa | Marcelo Zormann           | Boris Arias Federico Zeballos        | 7-6(5), 6-4          |
| 20. | 26 ottobre 2024  | Curitiba Challenger, Curitiba                        | Terra rossa | Matías Soto               | Karol Drzewiecki Piotr Matuszewski   | 7-6(5), 7-6(4)       |
| 21. | 8 febbraio 2025  | Rosario Challenger, Rosario                          | Terra rossa | Marcelo Demoliner         | Théo Arribagé Guido Andreozzi        | 7-5, 6-3             |

##### Finali perse (27)
| N.  | Data              | Torneo                                                  | Superficie      | Compagno                  | Avversario in finale                        | Punteggio            |
| 1.  | 30 ottobre 2015   | Monterrey Challenger, Monterrey                         | Cemento         | Paolo Lorenzi             | Thiemo de Bakker Mark Vervoort              | walkover             |
| 2.  | 15 ottobre 2016   | Challenger de Buenos Aires, Buenos Aires                | Terra rossa     | Sergio Galdós             | Julio Peralta Horacio Zeballos              | 6(5)-7, 6(1)-7       |
| 3.  | 4 maggio 2018     | Puerto Vallarta Open, Puerto Vallarta                   | Cemento         | Benjamin Lock             | Ante Pavić Danilo Petrović                  | 7-6(2), 4-6, [5-10]  |
| 4.  | 30 giugno 2018    | Aspria Tennis Cup, Milano                               | Terra rossa     | Gonzalo Escobar           | Julian Ocleppo Andrea Vavassori             | 6-4, 1-6, [9-11]     |
| 5.  | 7 luglio 2018     | Guzzini Challenger, Recanati                            | Cemento         | Gonzalo Escobar           | Gong Maoxin Zhang Ze                        | 6-2, 6(5)-7, [8-10]  |
| 6.  | 28 luglio 2018    | Prague Open, Praga                                      | Terra rossa     | David Vega Hernández      | Sander Gillé Joran Vliegen                  | 4-6, 2-6             |
| 7.  | 6 ottobre 2018    | Campeonato Internacional de Tênis de Campinas, Campinas | Terra rossa     | Franco Agamenone          | Hugo Dellien Guillermo Durán                | 5-7, 4-6             |
| 8.  | 1º giugno 2019    | Internazionali Città di Vicenza, Vicenza                | Terra rossa     | Fabrício Neis             | Gonçalo Oliveira Andrėj Vasileŭski          | 3-6, 4-6             |
| 9.  | 5 ottobre 2019    | Campeonato Internacional de Tênis de Campinas, Campinas | Terra rossa     | Miguel Ángel Reyes Varela | Orlando Luz Rafael Matos                    | 7-6(2), 4-6, [8-10]  |
| 10. | 31 ottobre 2020   | Marbella Tennis Open, Marbella                          | Terra rossa     | Luis David Martínez       | Gerard Granollers Pujol Pedro Martínez      | 3-6, 4-6             |
| 11. | 28 novembre 2020  | São Paulo Open Tennis, San Paolo                        | Terra rossa     | Rogério Dutra da Silva    | Luis David Martínez Felipe Meligeni Alves   | 3-6, 3-6             |
| 12. | 4 settembre 2021  | Rafa Nadal Open, Manacor                                | Cemento         | Jan Zieliński             | Karol Drzewiecki Sergio Martos Gornés       | 4-6, 6-4, [3-10]     |
| 13. | 2 ottobre 2021    | Lima Challenger, Lima                                   | Terra rossa     | Nicolás Barrientos        | Gerald Melzer Julian Lenz                   | 6(4)-7, 6(3)-7       |
| 14. | 18 dicembre 2021  | Rio Tennis Classic, Rio de Janeiro                      | Cemento         | James Cerretani           | Orlando Luz Rafael Matos                    | 3-6, 6(2)-7          |
| 15. | 17 settembre 2022 | Istanbul Challenger, Istanbul                           | Cemento         | Arjun Kadhe               | Purav Raja Divij Sharan                     | 4-6, 6-3, [8-10]     |
| 16. | 18 febbraio 2023  | Bahrain Challenger, Manama                              | Cemento         | Ruben Gonzales            | Patrik Niklas-Salminen Bart Stevens         | 3-6, 4-6             |
| 17. | 3 giugno 2023     | Internazionali di Vicenza, Vicenza                      | Terra rossa     | Marcelo Zormann           | Anirudh Chandrasekar Vijay Sundar Prashanth | 3-6, 2-6             |
| 18. | 12 agosto 2023    | Meerbusch Challenger, Meerbusch                         | Terra rossa     | Marcelo Zormann           | Manuel Guinard Grégoire Jacq                | 5-7, 6(3)-7          |
| 19. | 9 settembre 2023  | Copa Sevilla, Siviglia                                  | Terra gialla    | Sriram Balaji             | Alberto Barroso Campos Pedro Martínez       | 6-3, 6(5)-7, [9-11]  |
| 20. | 14 ottobre 2023   | Challenger de Buenos Aires, Buenos Aires                | Terra rossa     | Marcelo Zormann           | Diego Hidalgo Cristian Rodríguez            | 3-6, 2-6             |
| 21. | 2 dicembre 2023   | Maia Challenger, Maia                                   | Terra rossa (i) | Szymon Walków             | Marco Bortolotti Andrea Vavassori           | 4-6, 6-3, [10-12]    |
| 22. | 17 agosto 2024    | Santo Domingo Open, Santo Domingo                       | Terra rossa     | Sriram Balaji             | Diego Hidalgo Miguel Ángel Reyes Varela     | 7-6(2), 4-6, [16-18] |
| 23. | 7 settembre 2024  | Copa Sevilla, Siviglia                                  | Terra gialla    | George Goldhoff           | Patrik Rikl Petr Nouza                      | 3-6, 2-6             |
| 24. | 29 settembre 2024 | Lisboa Belém Open, Lisbona                              | Terra rossa     | George Goldhoff           | Romain Arneodo Théo Arribagé                | 2-6, 3-6             |
| 25. | 1º febbraio 2025  | Brasil Tennis Challenger, Piracicaba                    | Terra rossa     | Marcelo Demoliner         | Orlando Luz Guido Andreozzi                 | 7-6(4), 2-6, [9-11]  |
| 26. | 8 marzo 2025      | Challenger Córdoba, Córdoba                             | Terra rossa     | Matías Soto               | Karol Drzewiecki Piotr Matuszewski          | 4-6, 4-6             |
| 27. | 21 giugno 2025    | Nottingham Open, Nottingham                             | Erba            | John-Patrick Smith        | Santiago González Austin Krajicek           | 6(2)-7, 4-6          |